# Десислава Николова
Десислава Николова (21 грудня 1991) — болгарська волейболістка, догравальник. Гравець національної збірної.

## Клуби
| Роки      | Команди                         |
| --------- | ------------------------------- |
| 2003—2005 | «Славія» (Софія)                |
| 2005—2006 | «Септемврі»                     |
| 2006—2009 | «Славія» (Софія)                |
| 2009—2012 | АСКО «Лінц-Штег» (Лінц)         |
| 2012—2013 | «Соверато»                      |
| 2013—2014 | «Халькбанк» (Анкара)            |
| 2015—2017 | «Сераміксан» (Тургутлу)         |
| 2017—2018 | «Маріця» (Пловдив)              |
| 2018—2019 | «Буюкшехір Беледієспор» (Айдин) |
| 2019—2020 | «Маріця» (Пловдив)              |
| 2019–2020 | «Прометей» (Кам'янське)         |
| 2020—2021 | «Маріця» (Пловдив)              |
| 2021—2022 | «Анортосіс» (Фамагуста)         |
| 2022—2023 | «Неа Саламіна» (Фамагуста)      |
| 2023—2024 | «Протатлітес Пефкон» (Салоніки) |
| 2024—2025 | «Вріліссія»                     |
| 2025—     | «Заон» (Кіфісія)                |

## Досягнення
- Чемпіонка Болгарії (3): 2018, 2020, 2021
- Переможниця кубка Болгарії (3): 2007, 2018, 2021
- Переможниця кубка Австрії (1): 2011

## Статистика
Статистика виступів на чемпіонатах Європи:
| Рік  | Турнір           | Ігри | Сети | Очки | Ср.  | Місце | Примітки |
| ---- | ---------------- | ---- | ---- | ---- | ---- | ----- | -------- |
| 2013 | Чемпіонат Європи | 3    | 13   | 2    | 0,15 |       |          |
| 2015 | Чемпіонат Європи | 1    | 1    | 0    | 0    |       |          |

У Лізі чемпіонів:
| Сезон   | Клуб               | Турнір         | Ігри | Сети | Очки | Ср.  | Примітки |
| ------- | ------------------ | -------------- | ---- | ---- | ---- | ---- | -------- |
| 2009/10 | «Лінц-Штег»        | Ліга чемпіонів |      |      |      | ,    |          |
| 2017/18 | «Маріця» (Пловдив) | Ліга чемпіонів | 10   | 32   | 70   | 2,19 |          |
| 2019/20 | «Маріця» (Пловдив) | Ліга чемпіонів | 4    | 17   | 34   | 2    |          |
| 2020/21 | «Маріця» (Пловдив) | Ліга чемпіонів | 3    | 6    | 1    | 0,17 |          |